# Герб Воловского района (Липецкая область)
Герб Воловского района является официальным символом Воловского района Липецкой области наряду с его флагом. Утверждён Решением Воловского районного Совета депутатов Липецкой области от 3 августа 2004 г. № 75 «О гербе муниципального образования „Воловский район“ Липецкой области». По геральдическим правилам и канонам герб является полугласным.

## Описание герба(блазон)
«В червлёном поле с оконечностью дважды пересеченной лазурью, зеленью и лазурью поверх всего золотой сноп, поверх которого пониженные серебряный серп с рукоятью вправо поверх такого же меча остриём вверх, сложенные в крест.»

## Обоснование символики
Воловская земля находилась на дальнем рубеже Московского государства и уже во второй половине XVI века образуется засечное поселение Волово. В средние века по территории района проходил Муравский шлях, в Великую Отечественную войну шли ожесточённые бои.
Красный цвет поля и серебряный меч показывают в связи с этим храбрость и мужество местных жителей.
Золотой сноп говорит о развитом сельском хозяйстве. Количество колосьев указывает на число сельсоветов в районе (15 сельсоветов). Серп в гербе подчёркивает трудолюбие местных жителей.
Две синие полосы внизу герба указывают на реки Кшень и Олым, протекающие по району.
Золото в геральдике символизирует прочность, великодушие, богатство, плодородие. Серебро — чистоту, благородство, мир.
Зелёный цвет — природу, надежду, здоровье. Лазоревый — честь, искренность, славу. Червлёный — жизненную энергию, красоту, силу